# Кузнецов, Алексей Сергеевич
Алексей Сергеевич Кузнецов (род. 27 апреля 1983, Ленинград) — российский хоккеист, защитник. Тренер.
Воспитанник ленинградского хоккея. В первенстве России играл за петербургские «СКА-2» (1999/2000 — 2001/02) и «Спартак» (2002/03 — 2005/06).  В сезоне 2000/01 провёл единственную игру за СКА: основной состав улетел в США на матчи со студенческими клубами, и 9 декабря в гостевом матче с новокузнецким «Металлургом» (0:13) вышли дублёры.
Играл в чемпионате Белоруссии за клубы «Химик-СКА» Новополоцк (2006/07 — 2008/09) и  «Шинник» Бобруйск (2009.10 — 2010.11).
С 2011 года — детский тренер в клубе «СКА-Петергоф». В сезоне 2015/16 тренер в «СКА-Нева». В сезонах 2017/18 — 2020/21 тренер в белорусском «Немане» Гродно. С сезона 2021/22 тренер в петербургском «Динамо».